# 30-я армия (СССР)
30-я армия (СССР) (30 А) — оперативное войсковое объединение (общевойсковая армия) в составе РККА Вооружённых Сил СССР во время Великой Отечественной войны.

## История
Сформирована в июле 1941 года. Изначально состояла из 119-й, 242-й, 243-й, 251-й стрелковых дивизий, 51-й танковой дивизии, а также ряда артиллерийских и других частей.С 15 июля включена во Фронт резервных армий и выполняла работы по оборудованию оборонительного рубежа Селижарово, Оленино, Васильево. В конце июля — августе в составе Западного фронта участвовала в Смоленском сражении 1941, в ходе которого, наступая из района юго-западнее г. Белый на Духовщину, рядом последовательных ударов во фланг 9-й немецкой армии значительно ослабила и сковала её войска.
В сентябре — октябре вела упорные оборонительные бои с превосходящими силами противника в районе юго-западнее г. Белый, а затем на ржевском направлении, в которых её личный состав показал образцы стойкости и героизма. С 17 октября входила в Калининский фронт и принимала участие в Калининской оборонительной операции 1941 года.
В середине ноября вновь передана Западному фронту и в его составе участвовала в Клинско-Солнечногорской оборонительной операции 1941 года, а с 6 декабря — в Клинско-Солнечногорской наступательной операции 1941 года, в ходе которой во взаимодействии с соединениями 1-й ударной армии освободила г. Клин (15 декабря), разгромив при этом две моторизованные и одну танковую дивизии противника.
С середины декабря входила в Калининский фронт и в январе — апреле участвовала в Ржевско-Вяземской операции 1942 года. К концу операции вышла на подступы к г. Ржев, где перешла к обороне.
В последующем до конца 1942 года (с 31 августа в составе Западного фронта) прочно удерживала занимаемый рубеж и периодически вела наступательные бои с целью улучшения позиций частей и соединений. В марте войска армии участвовали в Ржевско-Вяземской стратегической наступательной операции 1943 года, в ходе которой освободили г. Ржев (3 марта) и к 1 апреля вышли на рубеж Нефёдовщина, Пантюхи (10 км северо-восточнее г. Ярцево), где перешли к обороне.
На основании директивы Ставки ВГК 16 апреля 1943 года преобразована в 10-ю гвардейскую армию. За мужество, отвагу и высокое воинское мастерство в боях с немецко-фашистскими захватчиками в 1941—43 тысячи воинов армии награждены орденами и медалями, а 6 из них удостоены звания Героя Советского Союза.

## Командование

### Командующий
- Хоменко Василий Афанасьевич (13.07 — 18.11.1941),
- Лелюшенко Дмитрий Данилович (18.11.1941 — 1.11.1942),
- Колпакчи Владимир Яковлевич (1.11.1942 г. — 1.05.1943).

### Член Военного Совета
- Абрамов Николай Васильевич (13.07.1941 - 24.02.1942),
- Кривулин Абрам Моисеевич (28.12.1941 - 21.06.1942),
- Доронин Яков Алексеевич (24.02.1942 - 1.05.1943),
- Мочалов Валентин Владимирович (30.07.1942 – 1.05.1943).

### Начальник штаба
- Бадерко Александр Григорьевич (13.07 - 21.08.1941),
- Виноградов, А. И. (21.08 - 25.11.1941),
- Хетагуров Георгий Иванович (25.11.1941 - 22.12.1942),
- Соседов Лев Борисович (22.12.1942 - 1.05.1943).

## Подчинение
- Фронт резервных армий
- Западный фронт
- Калининский фронт